# JET SETS
JET SETS（ジェット・セッツ）は、日本のロック・デュオ。
1999年、布袋寅泰プロデュースでメジャー・デビュー。2003年、解散。

## メンバー
- 田口亮（Vocal）
  - 現在は音楽業界から引退し、デジタルデザイン・UXコンサルティングを手掛ける企業「FOURDIGIT」を経営し日本・タイ・ベトナムなどへ展開している。
  - 妻は布袋寅泰の妹である元ガラパゴスの狩野環 （狩野は再婚）。
  - 継子はシンガーソングライターのタグチハナ。
- 大西克巳（Guitar）
  - JET SETS解散後は布袋寅泰のツアーにもサポートギタリストとして参加。
  - 2008年より矢沢洋子と共にthe generousで活動。
  - 2009年5月、表舞台から退き、音楽プロデューサー・作曲家として活動することを発表。

## ディスコグラフィ

### 参加アルバム
- 布袋寅泰 『fetish』『DOBERMAN』

## タイアップ一覧
| 使用年 | 曲名       | タイアップ                                                     |
| ------ | ---------- | -------------------------------------------------------------- |
| 2000年 | orange     | コーエーゲームソフト『遙かなる時空の中で』エンディングテーマ   |
| 2000年 | 自由の使者 | OVA『アンジェリーク 〜白い翼のメモワール〜』オープニングテーマ |
| 2000年 | Hello      | OVA『アンジェリーク 〜白い翼のメモワール〜』エンディングテーマ |
| 2000年 | 四角い空   | NEC携帯電話「N502it」CMイメージソング                          |
| 2000年 | 四角い空   | TBS系『スポーツラブ2000』テーマソング                          |